# Jüdischer Friedhof (Wesel, Ostglacis)

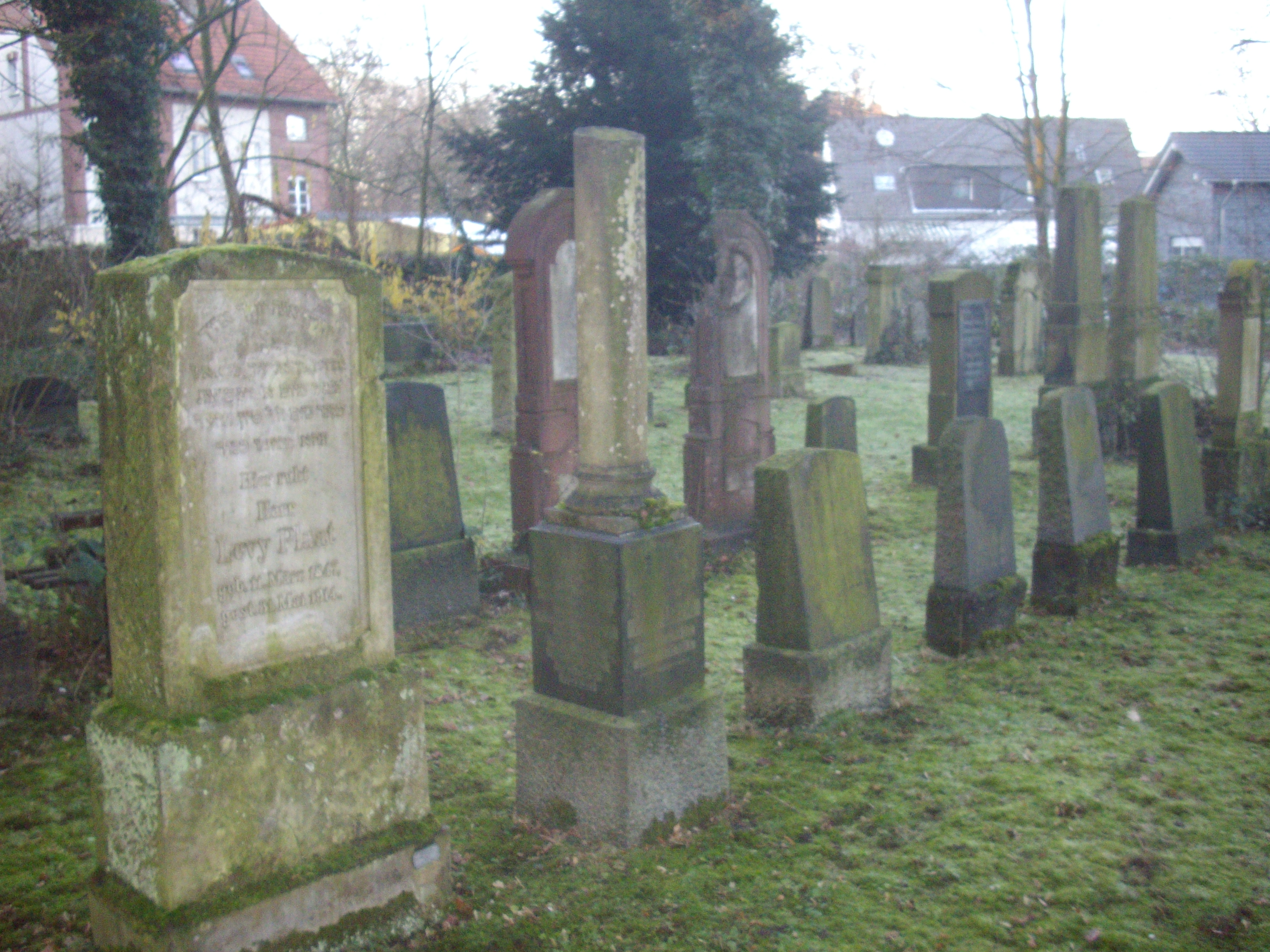
Grabsteine auf dem Friedhof (2016)

Der Jüdische Friedhof Am Ostglacis befindet sich in der Kreisstadt Wesel in Nordrhein-Westfalen. Als jüdischer Friedhof ist er ein Baudenkmal. 173 Grabsteine sind auf dem Friedhof erhalten geblieben.

## Lage
Der Friedhof befindet sich im Nordosten der Weseler Innenstadt knapp außerhalb der den Stadtkern umgebenden Ringstraße. Er liegt am Rand des Waldgebietes Ostglacis an der danach benannten Straße Am Ostglacis. Direkt angrenzend befindet sich das Grundstück der Neuapostolischen Kirche Wesel.

## Geschichte
Der Friedhof im Kontext eines Anwachsens der Weseler jüdischen Gemeinde als zweiter jüdischer Friedhof der Stadt eingerichtet. 1880 wurde durch die Gemeinde das Grundstück erworben und 1881 begann die Belegung des Friedhofs. Der Friedhof wurde zwischen 1881 und 1957 und nochmals im Jahr 1983 belegt. In der Zeit des Nationalsozialismus wurde der Friedhof schwer verwüstet, weswegen nur noch ein Teil der älteren Grabsteine erhalten ist.
Bezüglich der verwendeten Sprache auf den Grabsteinen ergibt sich ein gemischtes Bild zwischen Deutsch, Hebräisch und zweisprachigen Inschriften. Während Grabsteine mit hebräischer Sprache teils längere Inschriften haben, sind die rein deutschsprachigen Grabsteine häufig auf kurze Angaben zum Verstorbenen reduziert. Im Gesamtbild weist der Friedhof sowohl hinsichtlich der Inschriften als auch hinsichtlich der äußeren Form der Grabsteine eine weitgehend bescheidene Gestaltung auf, was auch bei den Gräbern von Angehörigen wohlhabender Familien der Fall ist.